# 段家埠站
段家埠站是青岛地铁4号线的地铁车站，位于中华人民共和国山东省青岛市崂山区崂山路与李段路交叉口东侧，于2022年12月26日开通。

## 车站结构
段家埠站位于崂山路与李段路交叉口东侧，沿崂山路路南设置，呈东西走向，为地下三层岛式站台车站，车站长165米，标准段宽20.5米，车站地下一层为站厅层，地下二层为设备层，地下三层为站台层，站台设置全高站台门。车站东侧设有两条出入段线，连通登瀛车辆段。
| 地面              | 出入口 | A、B出入口                                                                                            |
| 地下一层          | 站厅   | 客服中心、自动售票机、验票机                                                                          |
| 地下二层          | 设备   | 车站设备                                                                                              |
| 地下三层          | 站台   | \| \| \| 4号线往人民会堂（沙子口） \| \| 島式 · 開左邊车门 \| \| \| \| \| \| 4号线往大河东（登瀛） \| |
|                   |        | 4号线往人民会堂（沙子口）                                                                             |
| 島式 · 開左邊车门 |        | |
|                   |        | 4号线往大河东（登瀛）                                                                                 |

## 出入口
段家埠站共有2个出入口，各出口及周围设施如下所示：
| 编号                | 指示       | 建议前往的目的地 | 图片 |
| ------------------- | ---------- | ---------------- | ---- |
| A · 出口 · （设有） | 崂山路(北) | 崂山区第六中学   |      |
| B · 出口            | 崂山路(南) |                  |      |
| 图例： 设有         |            |                  |      |

## 接驳交通

### 公交车
- 崂山六中：37路，37路区间线，37路崂山六中区间，37路栲栳岛区间，39路，113路，304路，630路
- 崂山六中西：611路

## 车站历史
本站工程名为崂山六中站，公示站名为逸海路站，正式站名为段家埠站，以车站所处的段家埠社区命名。
- 2021年11月21日，车站主体结构封顶[2]。
- 2022年12月26日，车站随4号线通车开通[1]。